# 扬·索克尔
扬·索克尔（Jan Sokol，1936年4月18日-2021年2月16日）是捷克哲学家、政治家和翻译家。1998年，他在约瑟夫·托绍夫斯基总理的领导下曾短暂担任过教育、青年和体育部长。从1990年到1992年，他担任布拉格议会议员。从2000年到2007年，他担任布拉格查理大学人文学院的第一任院长。索克尔在2003年的选举中竞选捷克共和国总统，但输给了瓦茨拉夫·克劳斯。